# Maler von Vatikan G 31

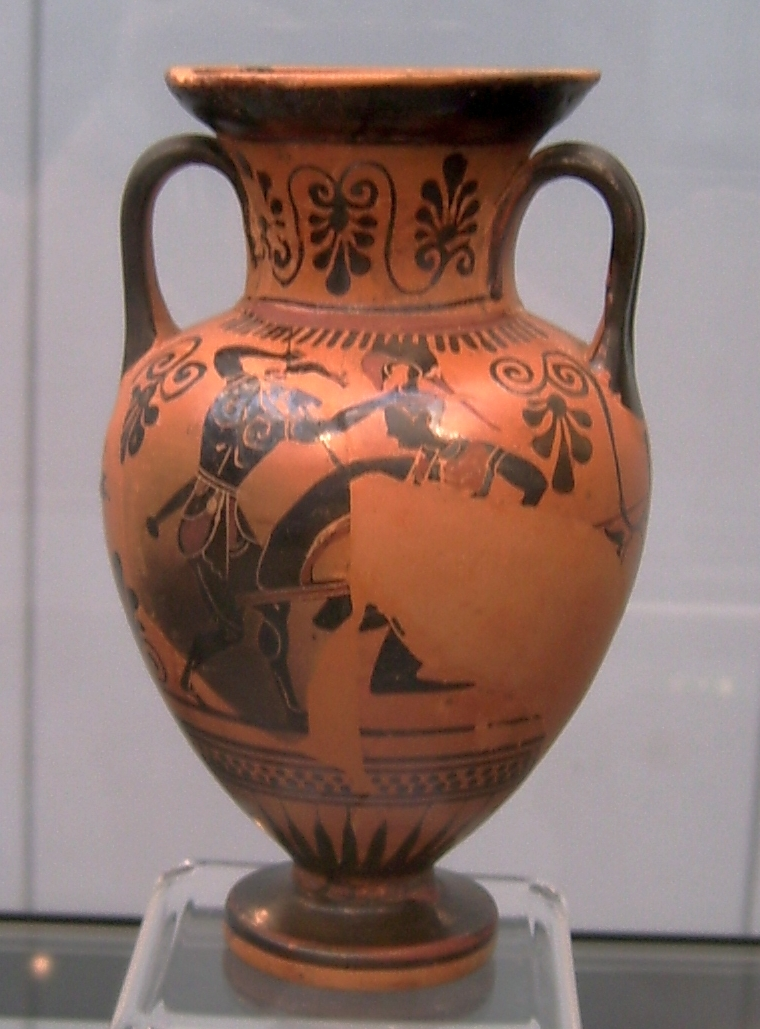
Halsamphora des Malers von Vatikan G 31, Bompas-Gruppe, München, Staatlichen Antikensammlungen Inv. 1611

Als Maler von Vatikan G 31 (englisch Painter of Vatican G 31) wird ein attisch-schwarzfiguriger Vasenmaler des 1. Viertels des 5. Jahrhunderts bezeichnet. Der Maler, der vom Stil her dem Edinburgh-Maler nahesteht, bemalte überwiegend kleine Halsamphoren, darunter auch solche der sogenannten Bompas-Gruppe. Ferner schrieb John D. Beazley ihm drei Lekythoi zu. Benannt ist er nach einer Vase in den Vatikanischen Museen, ehemals in der Sammlung Guglielmi.